# Chaînon Worcester
Le chaînon Worcester est un massif de montagnes situé dans la chaîne Transantarctique, dans la terre Victoria en Antarctique. Il culmine au mont Harmsworth à 2 765 mètres d'altitude.

## Sommets principaux
- Mont Harmsworth, 2 765 m
- Portal Mountain, 2 555 m
- Mont Speyer, 2 428 m

## Histoire
Le chaînon Worcester est observé depuis la plateforme de glace de Ross par Robert Falcon Scott, chef de l'expédition Discovery, avec Ernest Shackleton et Edward Adrian Wilson, en novembre 1902. Il est probablement nommé en l'honneur du navire école HMS Worcester sur lequel plusieurs officiers de l'expédition se sont entraînés.